# Aldhanab
Aldhanab o Al Dhanab (γ Gruis / γ Gru / HD 207971) es la tercera estrella más brillante de la constelación de Grus, la grulla, después de Al Nair (α Gruis) y β Gruis. Su nombre proviene del árabe الذنب al-Dhanab, que significa «la cola», pues para los antiguos árabes la estrella formaba parte de la cola del Pez Austral. También recibe el nombre tradicional de Ras Alkurki, del árabe رأس الكركي ra's al-kurki, «la cabeza de la grulla». De magnitud aparente +3,00, se encuentra a 203 años luz de distancia. 
Aldhanab es una gigante azul de tipo espectral B8III, con una temperatura efectiva de 12.400 K. Es 390 veces más luminosa que el Sol —incluyendo la radiación emitida en el rango del ultravioleta— y su radio es 4,3 veces más grande que el radio solar.
Gira sobre sí misma con una velocidad de rotación igual o mayor de 57 km/s, implicando un período de rotación de menos de 3,8 días.
Con una masa aproximada cuatro veces mayor que la masa solar, la edad de Aldhanab se estima en 125 millones de años. Como estrella gigante que es, ha llegado al final de la fusión del hidrógeno en su interior. Con un núcleo inerte de helio empezará a evolucionar rápidamente hacia una gigante roja mucho más brillante. En última instancia se convertirá en una enana blanca de carbono-oxígeno, estos elementos resultantes de la fusión del helio.